# Ekta Parishad
Ekta Parishad (de l'hindi: Fòrum de la Unitat) és un moviment activista de l'Índia fundat el 1991 per P. V. Rajagopal, fill d'un col·laborador de Gandhi. Ekta Parishad és una federació d'aproximadament 11.000 organitzacions comunitàries amb milers de membres individuals. Opera actualment a onze estats. L'Ekta Parishad és l'únic moviment social no violent de l'Índia, a nivell nacional, en el camp dels drets sobre la terra i els boscos. Va organitzar la gran marxa de Jan Satyagraha el 2012.
La bandera de l'organització és horitzontal dividida, blanc sobre verd amb el segell en negre al centre; a la Jan Satyagraha s'utilitzava la mateixa bandera però al centre del segell el nom i lema de l'organització fou substituïda per la planta d'un peu.